# José Julián Acosta
José Julián Acosta y Calvo (San Juan, 16 de febrero de 1825-San Juan, 26 de agosto de 1891) fue un periodista, político y profesor español, defensor de la abolición de la esclavitud en la Capitanía General de Puerto Rico.

## Comienzos
Nació en San Juan, Puerto Rico el 16 de febrero de 1825. Allí recibe educación primaria, fue uno de los estudiantes más destacados de Rafael Cordero. Cordero fue una fuente de inspiración para Acosta y la influencia de sus enseñanzas lo marcaron de por vida. Luego es apadrinado por el sacerdote Rufo Manuel Fernández, quien lo envía a Madrid, España a estudiar física y matemáticas. Luego de graduarse en 1851, Acosta continua sus estudios en París, Londres y Berlín. En Berlín, fue estudiante del naturalista Alexander von Humboldt. Al regresar a Puerto Rico, Acosta comienza a trabajar como profesor de botánica y ciencias marítimas y fue designado luego director del Instituto Civil de Educación Secundaria. Acosta fue fundador y editor del periódico El Progreso, y colabora con numerosos otros periódicos orientados hacia el liberalismo.

## Abolicionista
Entre 1865 a 1867, Acosta fue miembro de una comisión de Puerto Rico que incluyó a Segundo Ruiz Belvis y Francisco Mariano Quiñones, que participó en la Junta Informativa de Reformas de Ultramar que se reunió en Madrid con la Sociedad Abolicionista Española. Allí, Acosta presentó el caso por la abolición de la esclavitud en Puerto Rico. Ese mismo año estando en Madrid, Acosta fue designado miembro de la Real Academia de la Historia, por su trabajo al editar la Historia geográfica, civil y natural de la isla de San Juan Bautista de Puerto Rico de Fray Iñigo Abbad y Lasierra
Al regresar a la isla, Acosta, al igual que otros puertorriqueños con ideas liberales, es acosado y maltratado por el gobernador español. Tras la revuelta del Grito de Lares en 1868, fue detenido por ser sospechoso de conspirar y el general Pavía lo encarceló en el Fuerte San Felipe del Morro. Posteriormente Acosta publicó un panfleto titulado "Horas de Prisión" describiendo sus experiencias en la prisión.

## Carrera política
Acosta se afilia al Partido Liberal Reformista de Puerto Rico y en 1870, funda el periódico político El Progreso. En las elecciones generales de España de 1871, fue elegido diputado a Cortes del Sexenio.
En 1873, es elegido presidente del Partido Liberal Reformista de Puerto Rico, pero deja el partido en 1874 y se une al Partido Autonomista de Puerto Rico formado por Román Baldorioty de Castro.
En las elecciones de 1879 fue elegido de nuevo diputado en las Cortes españolas,
 así como en las de 1886, causando baja en 1887.

## Legado
El 22 de marzo de 1873, Acosta ve coronada su cruzada abolicionista, con la proclamación del decreto de abolición de la esclavitud en Puerto Rico. Acosta fallece el 26 de agosto de 1897, en San Juan. Su cuerpo fue sepultado en el cementerio de Santa María Magdalena de Pazzis en el viejo San Juan. Su bisnieto fue el coronel Gilberto José Marxuach, el "Padre de la Defensa Civil de San Juan".